# Campeonato Paulista do Interior de Futebol de 2021
O Campeonato Paulista do Interior de 2021, igualmente conhecido como Troféu do Interior, foi a a 14.ª edição do torneio de futebol de caráter simbólico realizado em paralelo ao Campeonato Paulista de 2021. Este evento foi organizado pela Federação Paulista de Futebol (FPF) e contou com a participação de seis equipes, sendo disputado no período de 12 a 20 de maio de 2021.
Em uma reunião técnica realizada no dia 10 de maio, a organização do torneio divulgou o regulamento e os participantes, compostos pelos clubes que não conseguiram se classificar para as quartas de final do Campeonato Paulista, mas que também não foram rebaixados para a Série A2, com exceção do Santos. O regulamento estabeleceu o chaveamento, que determinou os seguintes confrontos: Botafogo enfrentando a Ponte Preta e Ituano contra Santo André. Adicionalmente, os dois clubes com as melhores campanhas foram diretamente classificados para as semifinais: Grêmio Novorizontino e Red Bull Bragantino.
Grêmio Novorizontino e Ponte Preta disputaram a final do torneio, que culminou com a conquista do título pela equipe de Novo Horizonte. Esta vitória garantiu ao Grêmio Novorizontino uma premiação de 252 mil reais e uma vaga na Copa do Brasil de 2022.

## Formato e participantes
A FPF realizou um conselho técnico no dia 10 de maio, durante o qual foram estabelecidos o regulamento do torneio e os participantes. Cinco das seis equipes foram definidas após a última rodada da primeira fase do Campeonato Paulista, que ocorreu no dia anterior ao conselho técnico. De acordo com o regulamento, clubes da capital e o Santos estavam excluídos da competição. Na ocasião, foram qualificadas as seguintes equipes: Botafogo, Grêmio Novorizontino, Ituano, Ponte Preta e Santo André. A última vaga permanecia indefinida no início do torneio, sendo posteriormente atribuída ao Red Bull Bragantino, que obteve a maior pontuação geral entre os clubes eliminados nas quartas de final do Campeonato Paulista.
Na fase inicial do torneio, foram realizados dois jogos: Ituano enfrentou o Santo André, e a Ponte Preta enfrentou o Botafogo. Por outro lado, o Grêmio Novorizontino e o Red Bull Bragantino avançaram diretamente para as semifinais, tendo obtido as duas melhores campanhas entre os participantes.

## Resumo
A partida inaugural desta edição foi realizada em 12 de maio e disputada no estádio Doutor Novelli Junior. Na oportunidade, o Ituano obteve bons resultados do seu ímpeto ofensivo inicial e marcou duas vezes com Gabriel Taliari. Contudo, o jogo foi interrompido aos 22 minutos em razão de uma queda de energia na cidade de Itu e retomado somente no dia seguinte, quando Mateus Silva, Branquinho e Fernandinho ampliaram o placar, enquanto Ramon descontou para o Santo André. Por outro lado, o empate sem gols entre Botafogo e Ponte Preta ocorreu no estádio Moisés Lucarelli, Campinas. O clube mandante conseguiu ter um amplo controle dos primeiros 45 minutos, período no qual criou seis grandes chances de gols. O desfalcado Botafogo, por sua vez, conseguiu equilibrar a partida somente no segundo tempo. A Ponte Preta saiu vitoriosa do confronto após trinta cobranças de pênaltis. Esta quantidade elevada de penalidades chamou atenção da mídia esportiva. Uma pesquisa do portal ge revelou que essa partida igualou a "maior disputa de pênaltis" da história do Campeonato Paulista, uma marca que pertencia ao embate entre Guarani e Ituano em 2020.
As semifinais do torneio marcaram a estreia de Red Bull Bragantino e Novorizontino. O primeiro entrou em campo no dia 16 de maio e não tardou a marcar; o atacante Chrigor aproveitou de seu oportunismo e completou um cruzamento. A Ponte Preta, adversária do Red Bull Bragantino, empatou o jogo no segundo e conquistou uma nova vitória nas penalidades. No dia seguinte, o Novorizontino estreou contra o Ituano no estádio Jorge Ismael de Biasi. O clube mandante não encontrou dificuldades e alcançou a classificação com um placar elástico de 4–0.
Novorizontino e Ponte Preta decidiram o torneio em 20 de maio. Como resultado da melhor campanha, a equipe de Novo Horizonte teve a vantagem de disputar a partida em seu domínio. Aliás, o clube marcou aos três minutos, quando Jenison conduziu a bola até a linha de fundo e cruzou para a finalização de Felipe Rodrigues. Este gol interferiu no prosseguimento do jogo: Novorizontino dosou o ritmo, enquanto a Ponte Preta obteve uma maior posse de bola. Apesar disso, a equipe visitante não conseguiu transformar o controle do jogo em chances de gols. O segundo tempo apresentou um contexto semelhante: a Ponte Preta tinha a posse da bola; contudo, sem ofensividade. Mesmo assim, os visitantes quase empataram o placar aos catorze minutos, quando Camilo desviou um arremate de Dawhan e acertou o travessão. Por outro lado, o Novorizontino aproveitava os contra-ataques. O segundo e último gol surgiu em uma cobrança de escanteio, a qual foi completada por Édson Silva. O feito também garantiu ao campeão uma premiação de 252 mil reais e uma vaga para a Copa do Brasil de 2022.

## Resultados

### Primeira fase
| 12 de maio de 2021 | Ituano                                                      | 5 – 1  | Santo André      | Doutor Novelli Junior, Itu                                   |
| 18h45min           | Gabriel 5', 6' · Mateus 25' · Branquinho 35' · Fernando 55' | Súmula | Ramon 65' (pên.) | Público: Portões fechados Árbitro: Thiago Lourenço de Mattos |

| 13 de maio de 2021 | Ponte Preta | 0 – 0  | Botafogo-SP | Moisés Lucarelli, Campinas                                  |
| 21h00min           |             | Súmula |             | Público: Portões fechados Árbitro: Adriano de Assis Miranda |

| |         | Penalidades |  |
| Camilo Dawhan Renan Mota Renatinho Bruno Michel Felipe Albuquerque Ruan Renato Vinícius Locatelli Luizão Apodi Ygor Vinhas Camilo Dawhan Renan Mota Bruno Michel | 14 – 13 | Neto Renatinho Pará Martineli Rafael Marques Marlon Fabão Bruno Rafael Matheus Santos Caetano Caio Bolonhin Neto Rafael Marques Pará Martineli |  |

### Semifinais
| 16 de maio de 2021 | Red Bull Bragantino | 1 – 1  | Ponte Preta      | Nabi Abi Chedid, Bragança Paulista                    |
| 18h15min           | Chrigor 4'          | Súmula | Paulo Sérgio 53' | Público: Portões fechados Árbitro: Salim Fende Chavez |

|                                                     |       | Penalidades                                               |  |
| Lucas Evangelista Pedrinho Jan Hurtado Tomás Cuello | 2 – 4 | Dawhan João Veras Bruno Michel Thalles Vinícius Locatelli |  |

| 17 de maio de 2021 | Novorizontino                                              | 4 – 0  | Ituano | Doutor Jorge Ismael de Biasi, Novo Horizonte                      |
| 20h00min           | Cléo Silva 8' · Jeníson 45+2' · Leonardo 52' · Pereira 89' | Súmula |        | Público: Portões fechados Árbitro: Vinícius Gonçalves Dias Araújo |

### Final
| 20 de maio de 2021 | Novorizontino               | 2 – 0  | Ponte Preta | Doutor Jorge Ismael de Biasi, Novo Horizonte                  |
| 19h15min           | Felipe 3' · Édson Silva 70' | Súmula |             | Público: Portões fechados Árbitro: Douglas Marques das Flores |

### Esquema
|  | Primeira fase    | Primeira fase    | Primeira fase |  |  | Semifinais          | Semifinais          | Semifinais  |   |               | Final         | Final | Final |
|  |                  |                  |               |  |  |                     |                     |             |   |               |               |       |       |
|  |                  |                  |               |  |  |                     |                     |             |   |               |               |       |       |
|  |                  |                  |               |  |  | Novorizontino       | Novorizontino       | 4           |   |               |               |       |       |
|  | Ituano           | Ituano           | 5             |  |  | Ituano              | Ituano              | 0           |   |               |               |       |       |
|  | Santo André      | Santo André      | 1             |  |  |                     |                     |             |   | Novorizontino | Novorizontino | 2     |       |
|  |                  |                  |               |  |  |                     | Ponte Preta         | Ponte Preta | 0 |               |               |       |       |
|  |                  |                  |               |  |  | Red Bull Bragantino | Red Bull Bragantino | 1 (2)       |   |               |               |       |       |
|  | Ponte Preta (p.) | Ponte Preta (p.) | 0 (14)        |  |  | Ponte Preta (p.)    | Ponte Preta (p.)    | 1 (4)       |   |               |               |       |       |
|  | Botafogo-SP      | Botafogo-SP      | 0 (13)        |  |  |                     |                     |             |   |               |               |       |       |
|  |                  |                  |               |  |  |                     |                     |             |   |               |               |       |       |
|  |                  |                  |               |  |  |                     |                     |             |   |               |               |       |       |

- Em itálico, os clubes que possuem o mando de jogo no confronto. Em negrito, os vencedores.
- Este chaveamento é meramente ilustrativo. Segundo o regulamento da competição, os confrontos foram definidos mediante a colocação geral dos participantes.